# What I am
『What I am』（ワット・アイ・アム）は、平原綾香の7枚目のオリジナル・アルバム。2013年12月4日にNAYUTAWAVE RECORDSから発売。

## 解説
オリジナル・アルバムは前作『ドキッ!』より約1年ぶりとなる。
初回盤と通常盤の2形態で発売され、ジャケットもそれぞれ異なる。初回盤は「翼」と「Shine -未来へかざす火のように-」のビデオ・クリップが収録されたDVDが付属されている。
表題曲「What I am -未来の私へ-」はテレビ東京系ドラマ『新春ワイド時代劇『影武者 徳川家康』』の主題歌。

## 収録曲

### Disc.1 (CD)
1. MADE OF STARS
作詞：aika、平原綾香、Nicolas Farmakalidis / 作曲・編曲：Nicolas Farmakalidis
31stシングル『Shine -未来へかざす火のように-』のカップリング
2. Precious Love
作詞：Miss-art / 作曲：WolfJunk、Miss-art / 編曲：WolfJunk
30thシングル『翼』のカップリング
3. 月に照らされて ～言葉よりも深く想ってる～
作詞・作曲：堂野晶敬 / 編曲：坂本昌之
4. Shine -未来へかざす火のように-
作詞：松井五郎 / 作曲：平原綾香、菅野よう子 / 編曲：坂本昌之
31stシングル
PlayStation 3用ソフト『信長の野望・創造』テーマソング
5. あいのうた
作詞：平原綾香、田辺たける / 作曲：楊慶豪 / 編曲：坂本昌之
6. You and I ...
作詞：平原綾香 / 作曲：ZETTON、FASTLANE、Mats Lie Skare
7. Tweet your love
作詞・作曲：Nicolas Farmakalidis、aika、Krysta Youngs / 編曲：Nicolas Farmakalidis
8. Wedding Song
作詞・作曲：平原綾香 / 編曲：Nicolas Farmakalidis
9. Piece of Love
作詞：松井五郎 / 作曲・編曲：星野純一
10. I Dreamed a Dream
作詞：Alain Boublil、Jean-Marc Natel、Herbert Kretzmer / 作曲：Claude-Michel Schonberg / 編曲：扇谷研人、岡田治郎
11. それでもあなたを愛してた
作詞：平原綾香 / 作曲・編曲：沢田完
12. 翼
作詞：松井五郎 / 作曲・編曲：星野純一
30thシングル
13. What I am -未来の私へ-
作詞：平原綾香 / 作曲：MARKIE / 編曲：坂本昌之

### Disc.2 （DVD:初回盤のみ）
1. 翼 MUSIC VIDEO
2. Shine -未来へかざす火のように- MUSIC VIDEO